# Rånnaväg
Rånnaväg är en tätort i Ulricehamns kommun.

## Befolkningsutveckling
| Befolkningsutvecklingen i Rånnaväg 1960–2020 | Befolkningsutvecklingen i Rånnaväg 1960–2020 | Befolkningsutvecklingen i Rånnaväg 1960–2020 | Befolkningsutvecklingen i Rånnaväg 1960–2020 | Befolkningsutvecklingen i Rånnaväg 1960–2020 |
| -------------------------------------------- | -------------------------------------------- | -------------------------------------------- | -------------------------------------------- | -------------------------------------------- |
|                                              |                                              |                                              |                                              |                                              |
| År                                           |                                              |                                              | Folkmängd                                    | Areal (ha)                                   |
| 1960                                         | 1960                                         |                                              | 293                                          |                                              |
| 1965                                         | 1965                                         |                                              | 329                                          |                                              |
| 1970                                         | 1970                                         |                                              | 400                                          |                                              |
| 1975                                         | 1975                                         |                                              | 427                                          |                                              |
| 1980                                         | 1980                                         |                                              | 439                                          |                                              |
| 1990                                         | 1990                                         |                                              | 407                                          | 49                                           |
| 1995                                         | 1995                                         |                                              | 367                                          | 49                                           |
| 2000                                         | 2000                                         |                                              | 354                                          | 49                                           |
| 2005                                         | 2005                                         |                                              | 340                                          | 49                                           |
| 2010                                         | 2010                                         |                                              | 336                                          | 49                                           |
| 2015                                         | 2015                                         |                                              | 330                                          | 50                                           |
| 2020                                         | 2020                                         |                                              | 336                                          | 52                                           |
|                                              |                                              |                                              |                                              |                                              |

## Personer från orten
Från Rånnaväg kommer fotbollsspelaren Victoria Sandell Svensson.